# マリオン・ファンドルッセン
マリオン・ファンドルッセン（Marion van Dorssen　1968年2月22日- ）はオランダの柔道選手。階級は72kg級。

## 人物
1989年のヨーロッパ選手権72kg級で3位になった。1991年にもヨーロッパ選手権で3位となった。さらに、バルセロナで開催された世界選手権では銅メダルを獲得した。しかし、1992年のバルセロナオリンピックには復帰してきた元世界チャンピオンのイレーネ・ドゥコックとの代表争いに敗れて出場できなかった。

## 主な戦績
- 1987年 - ドイツ国際　3位
- 1988年 - フランス国際　3位
- 1988年 - オランダ国際　優勝
- 1988年 - オーストリア国際　優勝
- 1989年 - フランス国際　3位
- 1989年 - ヨーロッパ選手権　3位
- 1991年 - ドイツ国際　3位
- 1991年 - ヨーロッパ選手権　3位
- 1991年 - 世界選手権　3位